# 新兴寺
新興寺（韩语：／ Sinheungsa）是位於韓國江原道束草市的一座佛教寺廟，是大韓佛教曹溪宗的韓國東北分區總寺院。

## 歷史
公元653年（新羅真德王7年），慈藏創建該寺廟。內部建有供奉舍利的9層佛塔，被稱為香域寺。孝昭王10年（701年）突發大火，一夜之間數千座寺廟被燒毀。而9層佛塔也被燒毀，只剩下3層塔。此後，義湘在附屬南陵舊址重建該寺，並取名為善淨寺。此後一直持續了900年。然而至朝鮮王朝中期仁祖22年（1644年），寺廟再次遭到破壞，之後重建，並取名為新興寺。1681年，襄陽大地震後，又被迫重建。1950年韓戰爆發，寺廟內保存的部分木板典籍被韓國軍方當做柴火焚燒。1951年，陸軍第1軍司令部臨時團部設在寺廟。在軍隊駐扎時被燒的木版（法寶報）和佛報文章製作於朝鮮中期，分別用漢字、韓文、梵文書寫。遺憾的是，它沒有得到完整的保存。幸運的是，還有多個版本尚存。

## 圖集

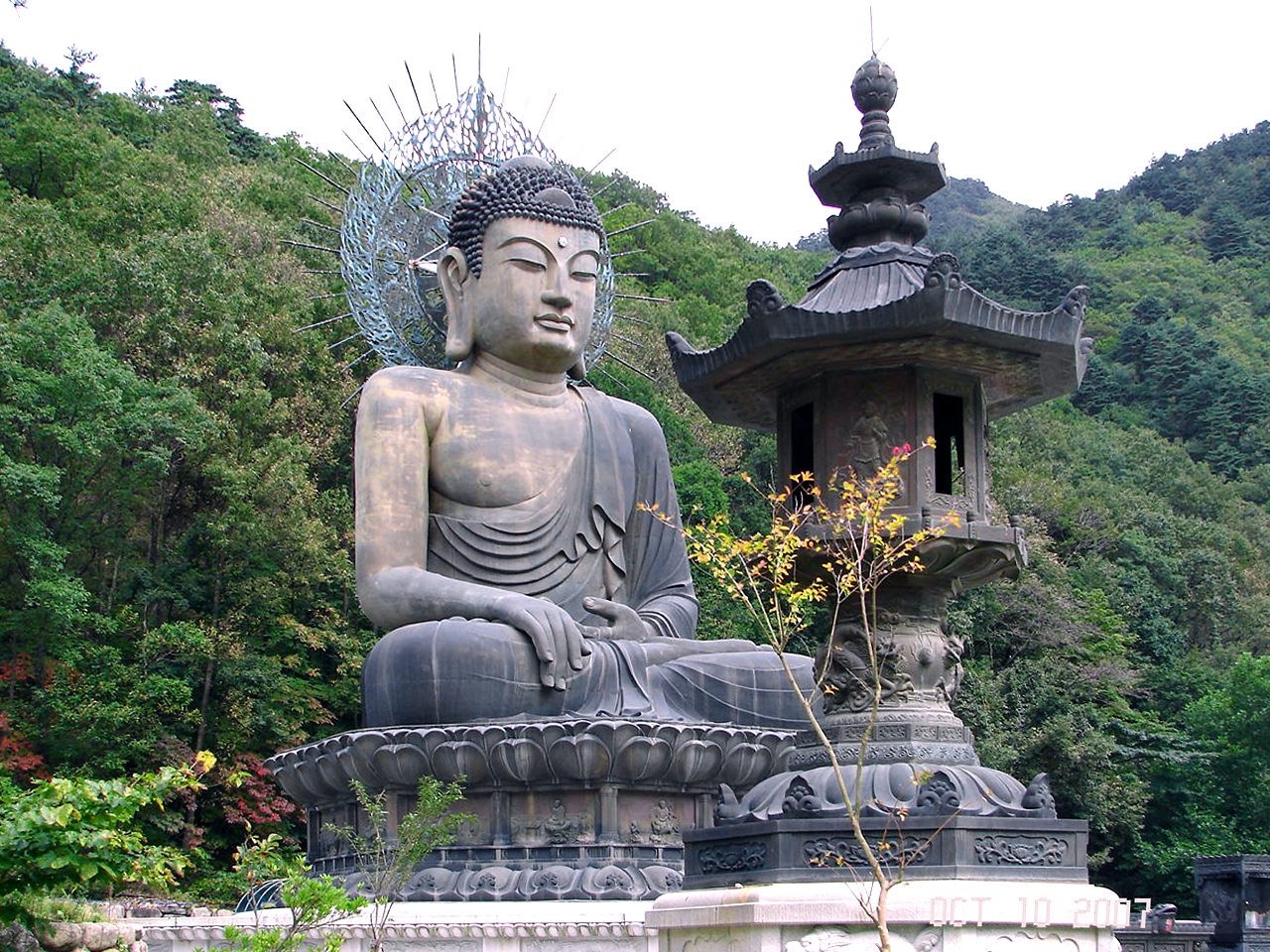
新興寺"統一大佛"
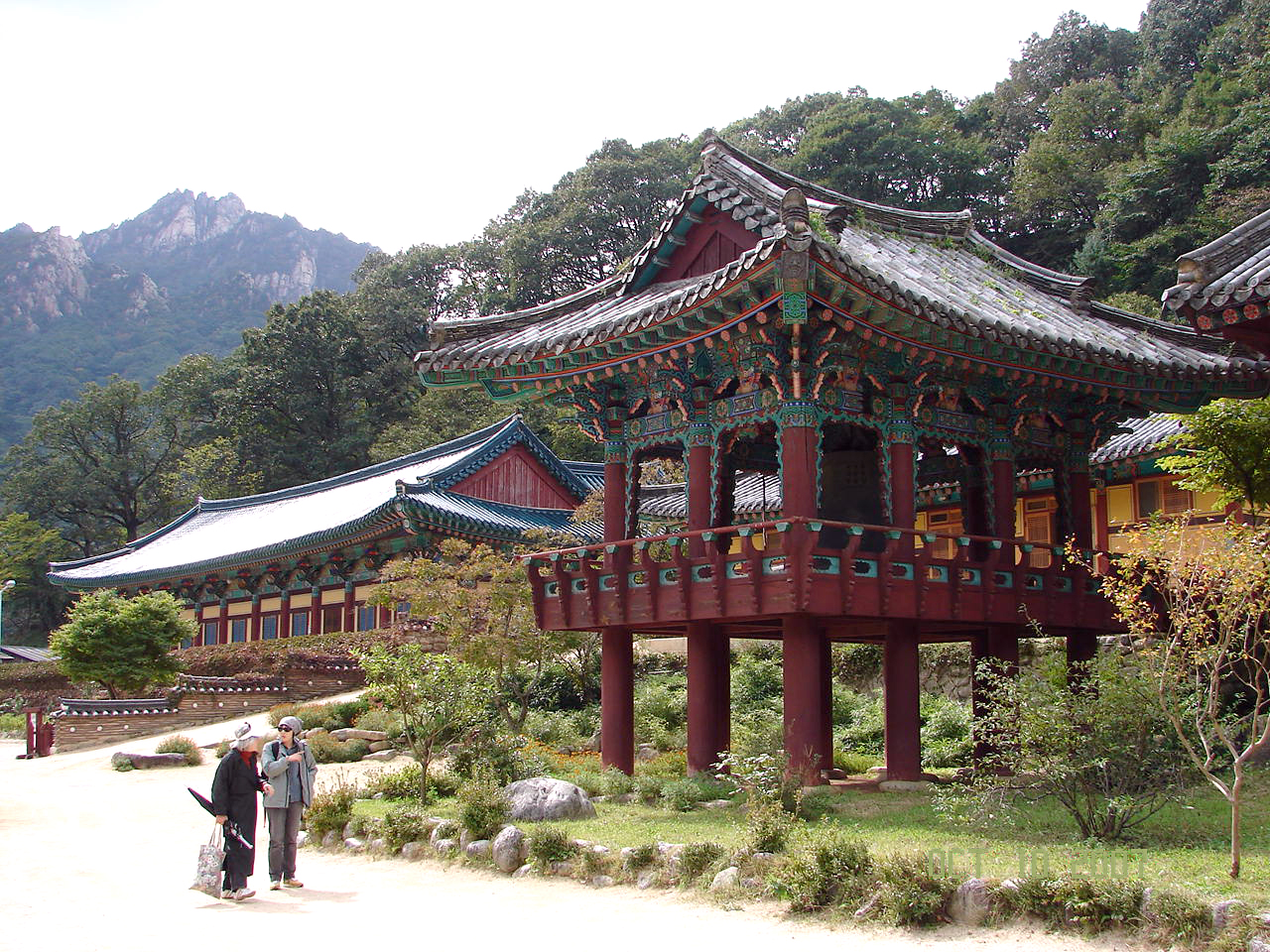
1770年在新興寺內建造的亭子
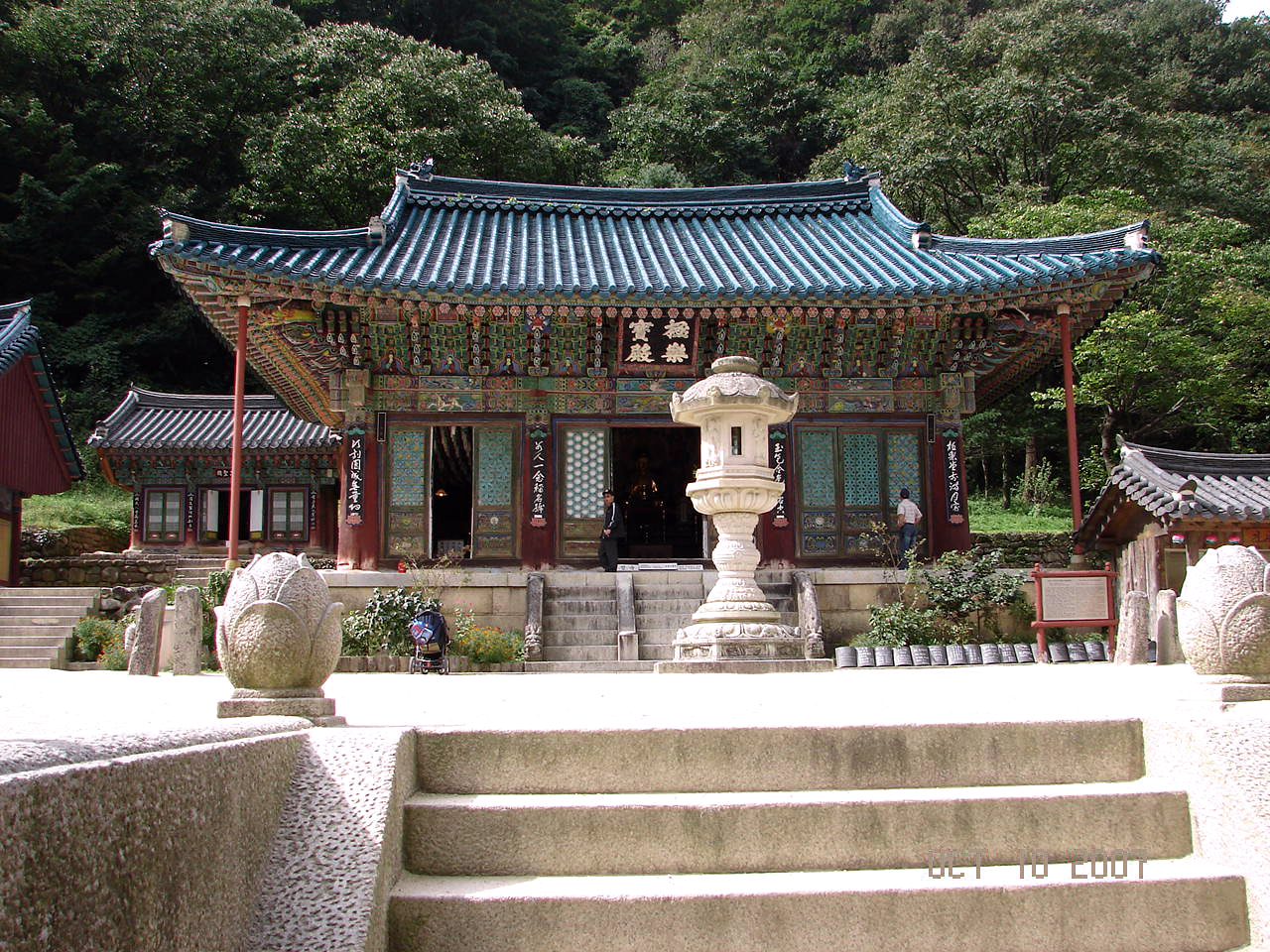
雪嶽山國立公園新興寺
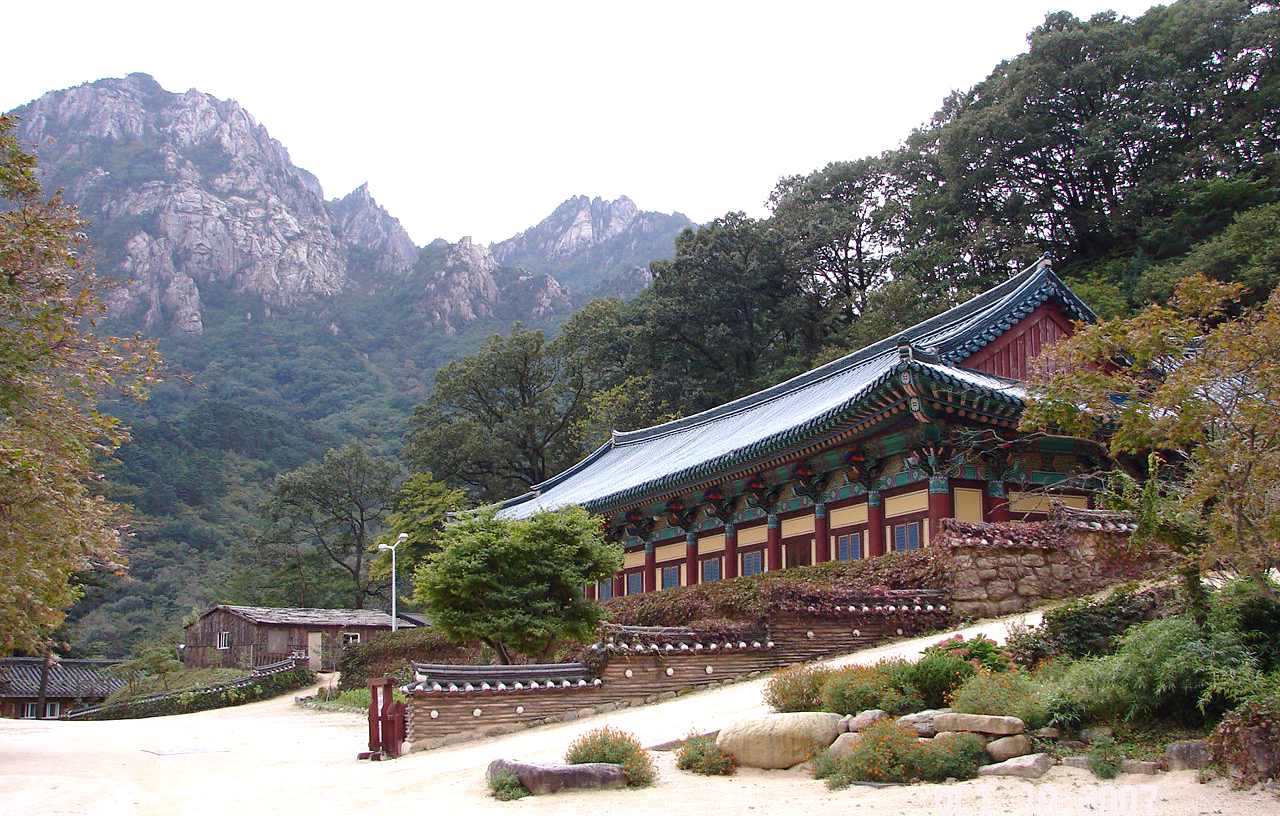
雪嶽山國立公園新興寺
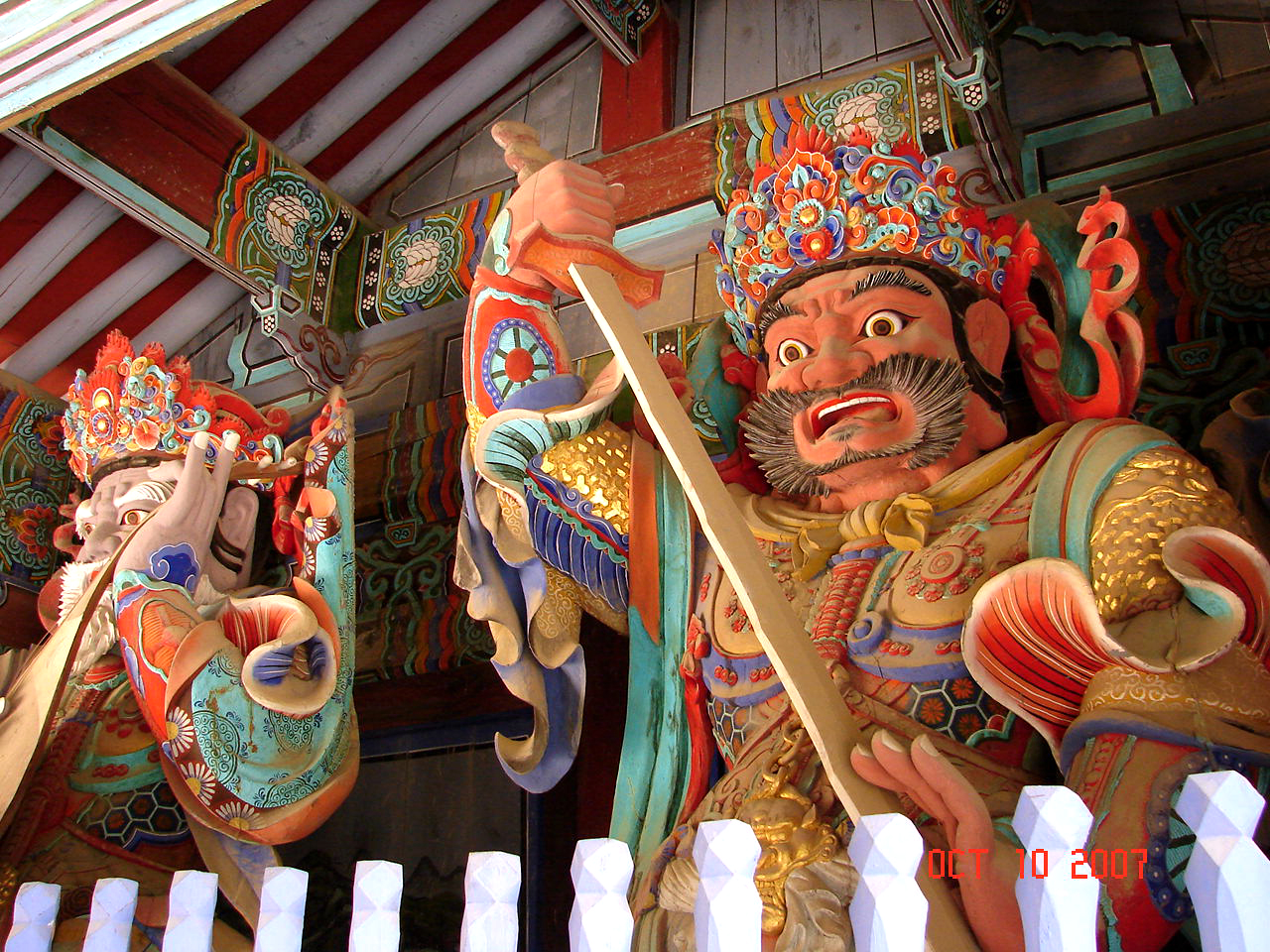
新興寺門衛天王
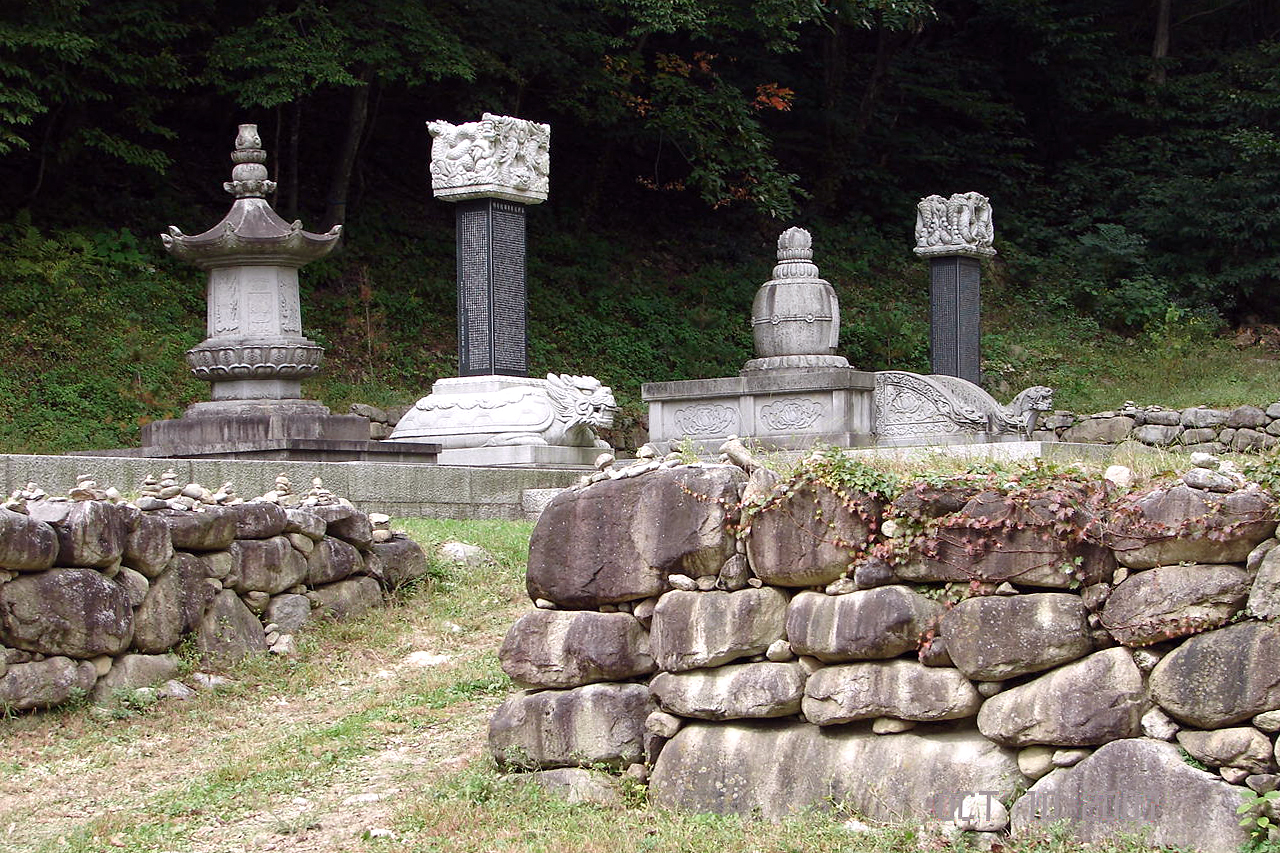
新興寺佛塔
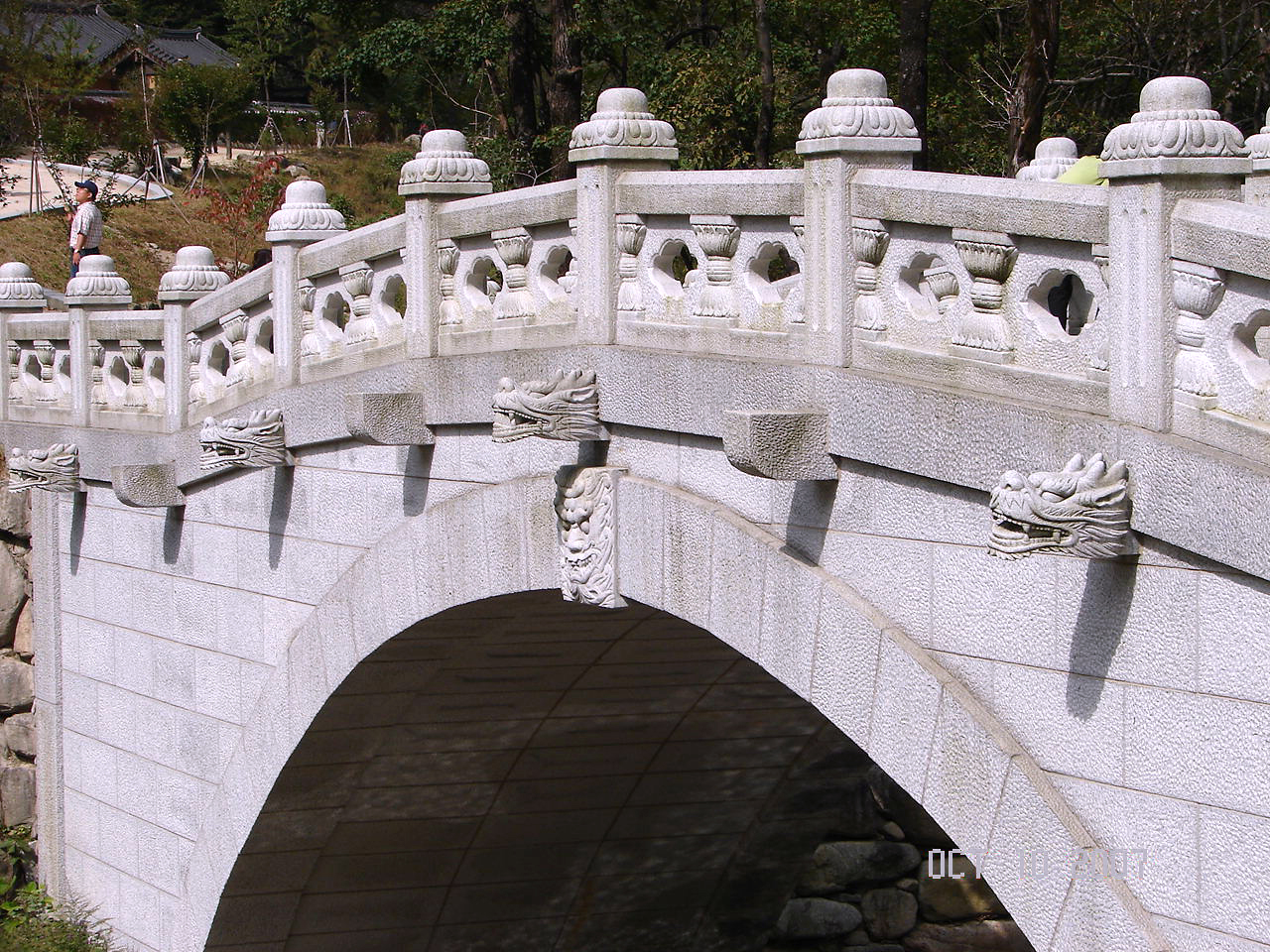
玄修橋